# Choriolaus celestae
Choriolaus celestae är en skalbaggsart som först beskrevs av Chemsak och Linsley 1974.  Choriolaus celestae ingår i släktet Choriolaus och familjen långhorningar. Inga underarter finns listade i Catalogue of Life.